# (6930) 1994 VJ3
A (6930) 1994 VJ3 a Naprendszer kisbolygóövében található aszteroida. Ueda Szeidzsi és Kaneda Hirosi fedezte fel 1994. november 7-én.